# Bridgestone Arena
Bridgestone Arena (oorspronkelijk Nashville Arena, en voorheen Gaylord Entertainment Center en Sommet Center) is een multifunctionele arena in het centrum van Nashville in de Amerikaanse staat Tennessee. De arena werd voltooid in 1996, en is de thuisbasis van de Nashville Predators van de National Hockey League.

## Capaciteit
Bridgestone Arena heeft een capaciteit van 17.113 voor ijshockey, 19.395 voor basketbal en tussen de 10.000 en 20.000 voor concerten, afhankelijk van de gebruikte configuratie. Daarmee is het de grootste arena van de staat Tennessee. Sinds de opening heeft het ook verschillende professionele worstelevenementen en een boksgala georganiseerd.

## Prijzen en nominaties
De Bridgestone Arena werd genomineerd voor de Pollstar Concert Industry Venue of the Year Award 2007. Dit is de vierde keer dat de locatie werd genomineerd.